# Consejo de Ciento

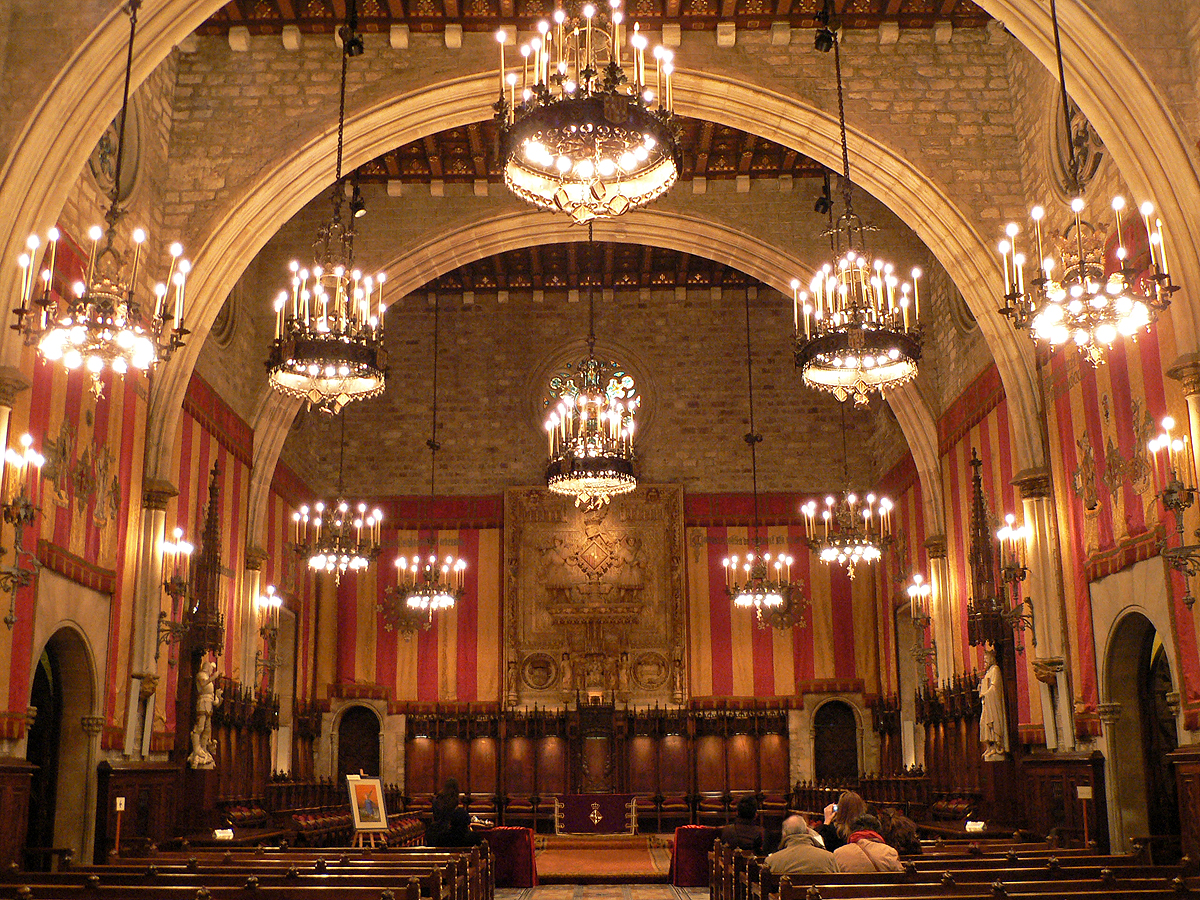
Panorámica del Salón de Ciento.

El Consejo de Ciento (en catalán Consell de Cent) era la institución municipal de la ciudad de Barcelona entre los siglos XIII y XVIII. Recibe dicho nombre porque lo formaba una asamblea de cien ciudadanos: los llamados «jurados», que asesoraban y supervisaban a los magistrados municipales, y los consejeros de Barcelona. El número inicial de miembros quedó fijado en cien, aunque la cifra de jurados de la asamblea fue aumentando a lo largo del tiempo.

## Historia
La ciudad aragonesa de Jaca contaba con un Consejo de Ciento desde 1238 y doce años más tarde, el rey Jaime I, el Conquistador conoció su funcionamiento y le dio su aprobación regia. En 1249, el rey creó la estructura fundamental del gobierno municipal de Barcelona: inicialmente lo formarían cuatro «paers», cada uno de los cuales nombrarían a un consejero para ayudarles, pero nueve años más tarde decidió reducir el número de paers a uno y este elegiría a ocho consejeros. En una asamblea, formada por 200 probi homines (prohombres) que eran parte de lo mà major (la mano mayor). Cada 6 de enero, los prohombres escogían nuevos consejeros, los cuales entonces procedían a renovar los prohombres.
Después de diversas modificaciones, en 1265 la organización municipal quedó definitivamente estructurada: la autoridad municipal recayó sobre cuatro consejeros, elegidos por un consejo de cien jurados. El número y proceso de elección cambió posteriormente en diversas ocasiones. Este sistema cooptatorio propició la aparición de una oligarquía ciudadana, el patriarcado urbano, que se perpetuaba en los cargos de consejeros y del Consejo de Ciento presentando notorias y particulares afinidades con las ciudades italianas.
El Consejo de Ciento fue fortalecido durante la Edad Moderna por Fernando II de Aragón, mediante la sustitución del sistema cooptatorio por el insaculatorio: tras la guerra civil catalana (1462-1472), la reforma real instauró este sistema, mediante el cual los magistrados municipales eran elegidos por sorteo. En la reforma de 1510 se igualó el número de representantes de todos los estamentos y se permitió, tras tres siglos, la reincorporación de los nobles al gobierno municipal. Durante la guerra dels Segadors (1640-1652), el Consejo de Ciento continuó abriéndose a todos los estamentos sociales, incorporando al consejero sexto, el representante de los menestrales, cuyo primer sorteado fue Andrés Saurina.[cita requerida]
Finalmente, la institución de autogobierno municipal de la capital catalana fue abolida tras la entrada de las armas francesas del mariscal duque de Berwick en Barcelona el 15 de septiembre de 1714.

## Significado político
- En 1464 el Consejo de Ciento proclamó rey de Aragón a Pedro, el Condestable.
- El Consejo de Ciento se negó a aceptar la concesión, hecha por el rey Martín I, el humano, de un Estudio General de Medicina en Barcelona. Cuarenta y nueve años después, en 1450, fueron las prerrogativas de este Estudio el que dio origen a la Universidad de Barcelona.

## Nomenclátor urbano
También es el nombre de una calle en las ciudades de Barcelona (calle del Consejo de Ciento), Zaragoza y Besalú.

## Fondo documental del Consejo de Ciento
El fondo documental del Consejo de Ciento que custodia el Archivo Histórico de la Ciudad de Barcelona (AHCB) está integrado en el así llamado "Consejo de Ciudad y Ayuntamiento Moderno" (Consell de la Ciutat i Ajuntament Modern) (CCAM). Comprende la documentación municipal propiamente dicha y está organizada siguiendo la estructura de carácter funcional reflejada en el cuadro de clasificación elaborado por el AHCB.
El fondo reúne la documentación generada tanto por el Consejo de Ciento con la documentación de la antigua institución de gobierno local hasta que fue suprimida en 1714, como por el Ayuntamiento Moderno, con la documentación gubernativa del período borbónico de los siglos XVIII-XIX.
Este fondo permite conocer, analizar y estudiar todos aquellos aspectos y asuntos en los cuales, directa o indirectamente, la autoridad municipal ha intervenido en virtud de sus atribuciones y competencias en la administración, gestión y gobierno de su territorio y de sus habitantes. La relación sumaria de las competencias municipales ejercidas a lo largo de seis siglos, sirve para orientar sobre las materias sobre las que se puede encontrar información en este fondo. Del conjunto de series documentales que reúne el fondo, destacan por su relevancia: 
- Pergaminos:[8] Incluye privilegios reales, capítulos de Cortes, documentación de las baronías de la ciudad, censales y documentos privados relacionados con el municipio, de los siglos IX-XVIII.

- Manuscritos:[9] Documentos que habían pertenecido al Consejo de Ciento, mayoritariamente de carácter jurídico. Destacan los libros de privilegios (Llibre Verd, Llibre Vermell y Usatges de Ramón Ferrer), los Commentaria super Usaticis Barchinone de Jaume Marquilles, Dels dits i fets memorables de Valeri Màxim, traducidos al catalán por fray Antoni Canals, y las Rúbriques de Bruniquer.

- Libro del Consejo,[10] Registro de Deliberaciones[11] y Acuerdos,[12] recogen las actas de las reuniones de los órganos del gobierno municipal. Los procesos de las Cortes catalanas.[13] Consolat de Mar, entitat dependent del Consell de Cent i amb jurisdicció en matèria marítima i mercantil, amb documentació dels segles XIV-XVII. Bans i altres impresos. Disposicions de les diverses autoritats amb jurisdicció a la ciutat de Barcelona, dels segles XV-XX.

- También se encuentran otras series documentales referidas a Competencia normativa, Correspondencia, Asuntos jurídicos, Finanzas, Personal, Actos protocolarios, Urbanismo y obras, Abastos,  Defensa, Beneficencia, Enseñanza, Cultura e Iglesia.